# エレナ・イヴァノヴナ (ポーランド王妃)
エレナ・イヴァノヴナ（ロシア語表記: Елена Ивановна / ポーランド語表記: Helena Moskiewska, 1476年5月19日 - 1513年1月20日）は、リトアニア大公で後にポーランド王を兼ねたアレクサンデルの妃。モスクワ大公イヴァン3世の長女、母はモレアス専制公ソマス・パレオロゴスの娘でビザンツ皇族出身のゾエ・パレオロギナ。

## 生涯
1492年、イヴァン3世がリトアニアに侵入してヴャジマなどを占領すると、即位後まもないリトアニアの統治者アレクサンデルは、イヴァンとの同盟による平和的解決を望んだ。このためアレクサンデルとイヴァンの娘エレナの結婚が計画され、エレナは1495年にヴィリニュスのテオトコス聖堂で、モスクワ府主教マカリイの立会いのもと、アレクサンデルと結婚した。エレナはポーランド王妃に求められるカトリックへの改宗をしないまま、結婚後も正教を信奉していた。このためポーランド王妃としては正式に戴冠せず、称号のみを帯びていた。
エレナは少なくとも二度の妊娠と流産（1497年、1499年）を経験した。1513年に彼女が死ぬと、ミコワイ・ラジヴィウによって毒殺されたのだという噂が立ったという。エレナの遺骸はテオトコス聖堂に埋葬された。ビザンツ皇帝の血を引くポーランド王妃には、他にルドヴィーカ・マリア・ゴンザーガ（同じアンドロニコス2世の直系子孫）がいる。